# Höhlenhyäne
Die Höhlenhyäne (Crocuta crocuta spelaea Goldfuss, 1823, früher Hyaena spelaea) war eine Unterart der Tüpfelhyäne, die bis ins Jungpleistozän in Europa lebte.

## Lebensweise

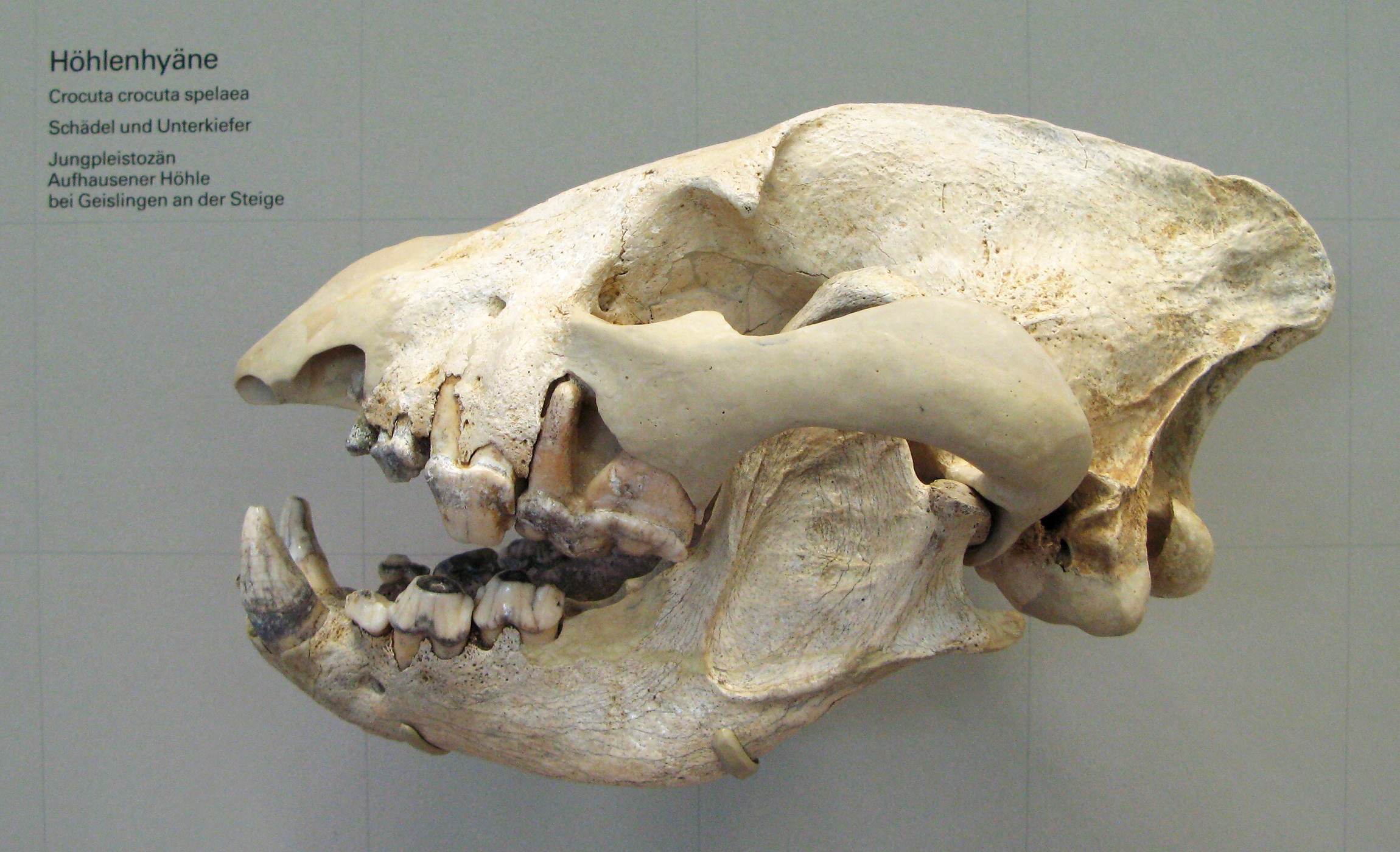
Schädel mit Unterkiefer einer Höhlenhyäne, Jungpleistozän, Aufhausener Höhle (Geislingen an der Steige) im Museum am Löwentor, Stuttgart

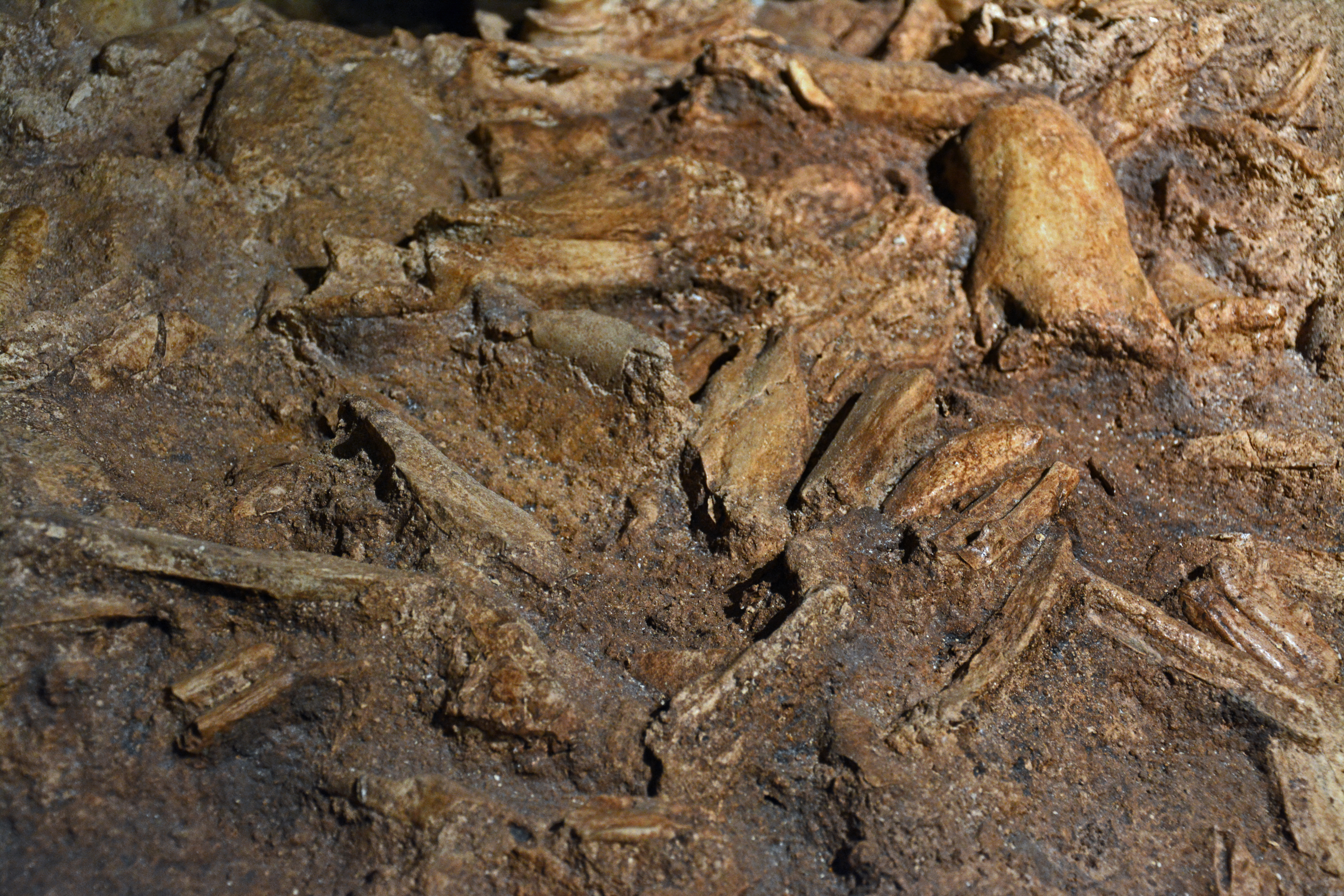
Hyänenfund von Trou de Cluzeau in Ronsenac

Höhlenhyänen waren keine wirklichen Höhlenbewohner, wie der Name vermuten lassen könnte. Sie suchten die Höhlen lediglich als Unterschlupf auf. Zu den zahlreichen Fundorten von Höhlenhyänen zählen unter anderem Balver Höhle, Bilsteinhöhle, Mammuthöhle Buchenhüll und Teufelshöhle. Es ist nicht bekannt, ob sie in Rudeln oder eher als Einzeltier gelebt haben. Im Perick-Höhlensystem bei Hemer fand man Individuen mit einem Alter bis zu 25 Jahren. Ein Mammutknochen, der dort gefunden wurde, war von Menschen aufgebrochen worden und zeigt darüber hinaus Bissspuren der Höhlenhyäne. Dies zeigt anschaulich, dass die Tiere teilweise die Reste menschlicher Beute raubten. In der Balver Höhle kamen Höhlenhyänen, Höhlenbären und Menschen teilweise in den gleichen Zeitabschnitten vor.
In Höhlen, die regelmäßig von Höhlenhyänen aufgesucht wurden, findet man neben den Resten von Menschen und Höhlenbären, die Höhlen ebenfalls häufig als Unterschlupf aufsuchten, zahlreiche eiszeitliche Tiere, die als Nahrung herbeigeschleppt wurden. In Hyänenhöhlen Mitteleuropas findet man etwa Knochen von Wollhaarmammut, Wollnashorn, Wildpferd, Halbesel, Steppenbison, Steinbock, Gämse, Riesenhirsch, Rothirsch, Rentier, Wolf, Vielfraß und Höhlenlöwe, die von den Höhlenhyänen aufgebrochen oder angebissen wurden. Funde von jungen Hyänen belegen, dass die Höhlen auch für die Jungenaufzucht genutzt wurden. Neben echten Höhlen dienten vielerorts auch Bauten oder Cluzeaus in offenem Gelände als Unterschlupf. Derartige Hyänenhorste außerhalb von Höhlen kennt man etwa aus Bad Wildungen. Ähnlich wie heute in den afrikanischen Savannen waren Löwen und Hyänen auch im eiszeitlichen Mitteleuropa sowohl Nahrungskonkurrenten als auch Fressfeinde. Das große Höhlenlöwenmännchen von Siegsdorf, das neben einem Mammutkadaver gefunden wurde, wurde möglicherweise das Opfer eines Hyänenclans.
Höhlenhyänen waren häufig größer als heutige afrikanische Tüpfelhyänen.

## Systematik
Lange war umstritten, ob die Höhlenhyäne als Unterart der Tüpfelhyäne oder als eigenständige Art zu gelten habe. Genetische Analysen der mitochondrialen DNA von prähistorischen Höhlenhyänen und rezenten Tüpfelhyänen zeigen, dass Höhlenhyänen aus dem Gebiet zwischen Europa und dem Altaigebirge zwei sympatrische Kladen formten und teilweise zur selben Klade wie die heutigen nordafrikanischen Formen gehören. Vermutlich kam es seit dem Pliozän mindestens dreimal, zuletzt vor maximal 360.000 Jahren zu einem genetischen Austausch zwischen Afrika und Eurasien. Dieser Austausch von Erbmaterial muss allerdings nicht die Ausprägung von besonderen Merkmalen der Höhlenhyäne verhindert haben. Aufgrund der nahen Verwandtschaft gilt die Höhlenhyäne heute meist als Unterart der Tüpfelhyäne.

## Verbreitung und Aussterben

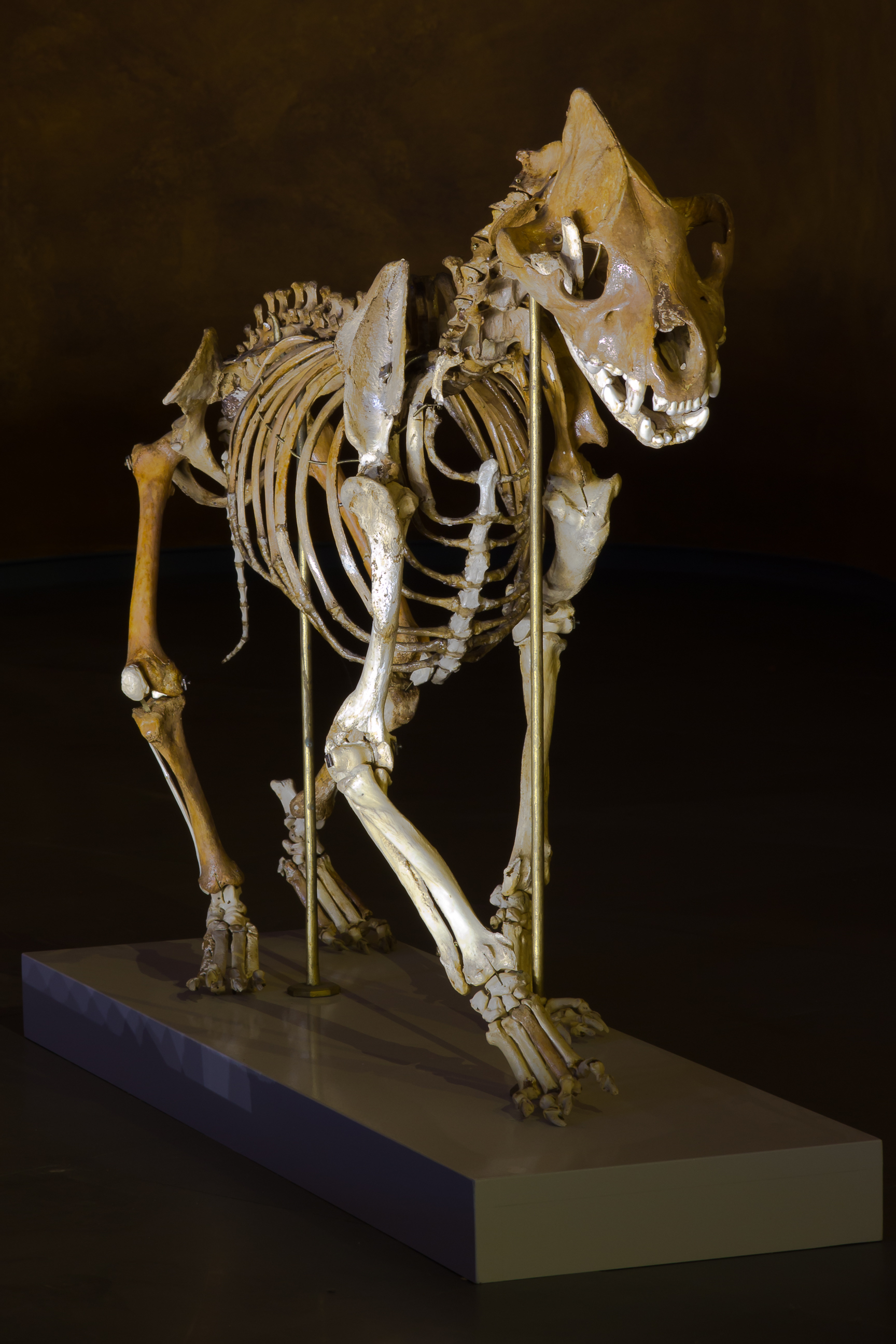
Skelett einer Höhlenhyäne

Tüpfelhyänen waren im Eiszeitalter von Westeuropa bis China verbreitet. Gemeinhin bezeichnet man alle pleistozänen, eurasischen Hyänen der Gattung Crocuta als Höhlenhyänen. Diese ursprüngliche Definition dürfte allerdings zu sehr vereinfacht sein. Ostwärts erreichte die Höhlenhyäne im engeren Sinne mindestens das Altaigebirge. Die Hyänen, die weiter östlich, etwa in Ostchina, lebten, scheinen genetischen Befunden zufolge zu einer anderen Gruppe gehört haben.
Die Höhlenhyäne war in Europa nordwärts bis auf die Britischen Inseln und Mitteldeutschland verbreitet. Hier kam sie während der Kaltzeiten auch gemeinsam mit Wollhaarmammuten und Wollnashörnern in einer Kältesteppe vor. Eigenartigerweise scheint sie in den warmen Klimaabschnitten nicht weiter nach Norden vorgedrungen zu sein. Zumindest kennt man keine Funde aus Nordeuropa. Die Höhlenhyäne starb gegen Ende des Pleistozäns aus. Die Ursachen dafür sind unklar. Klimatische Ursachen könnten eine Rolle gespielt haben. So dürfte die Kältephase während des Weichsel-Hochglazials vor rund 20.000 Jahren eine Verkleinerung des Verbreitungsgebietes bewirkt haben. Das Verschwinden in den südlichen Teilen Europas kann mit klimatischen Ursachen aber kaum erklärt werden. Möglich wäre, dass die Wildtiere weniger wurden und damit die Nahrungsgrundlage schlechter wurde. Denkbar ist auch ein zunehmender Konkurrenzdruck durch den Menschen, der ihr Nahrung oder Unterschlüpfe streitig gemacht haben dürfte.
Zahlreiche eiszeitliche Hyänenfunde sind beispielsweise aus den Höhlen im westfälischen Sauerland bekannt, so etwa aus der Balver Höhle, den Perick-Höhlen, der Rösenbecker Höhle, der Martinshöhle, der Grürmannshöhle und dem Hohlen Stein. Aus dem Spätpleistozän des Sauerlands kennt man insgesamt über 600 Hyänenknochen, die mindestens 8 Tieren zuzuordnen sind.
Auch in den Höhlen des Böhmischen Karst in Tschechien wurden viele Fossilfunde gemacht. Ein nahezu vollständiges Skelett einer Höhlenhyäne wurde etwa in den Koněprusy-Höhlen nahe Beroun gefunden.